# Amphilophus citrinellus
Amphilophus citrinellus es una especie de peces de la familia Cichlidae. Especie conocida en Centroamérica bajo el nombre general de mojarra.

## Morfología
Los machos pueden llegar alcanzar los 24,4 cm de longitud total.

## Distribución geográfica
Se encuentra en la América Central: zona  atlántica de Nicaragua y Costa Rica.  